# Manilkara valenzuelana
Manilkara valenzuelana là một loài cây gỗ hoặc cây bụi cao thuộc họ Sapodilla. Loài này có ở các khu rừng bán rụng lá ven biển hoặc cận ven biển ở Cuba (Pinar del Río và tỉnh Oriente), Cộng hòa Dominica, Haiti, và có thể cả Puerto Rico. Nó nhanh chóng bị mất dần môi trường sống do tác động từ các tổ chức khai thác than gỗ, đốn gỗ, và khai quang rừng để lấy đất làm nhà.